# Eurovision Young Musicians 2024
L'Eurovision Young Musicians 2024 è stata la 21ª edizione del concorso musicale a cadenza biennale. Il concorso si è svolto il 17 agosto 2024 presso il Stormen Konserthuset di Bodø, in Norvegia.
Il concorso si è articolato in un'unica finale condotta da Silje Nordnes e Mona Berntsen, mentre l'orchestra è stata condotta dal direttore d'orchestra Eivind Aadland, accompagnato dall'Orchestra Radiofonica Norvegese.
Si tratta della seconda edizione a svolgersi in Norvegia dopo l'edizione 2000, ma non si tratta dell'unico evento eurovisivo targato UER organizzato dal Paese; infatti ha precedentemente organizzato tre edizioni dell'Eurovision Song Contest nel 1986, 1996 e 2010, un'edizione del Junior Eurovision Song Contest nel 2004, e un'edizione dell'Eurovision Young Dancers nel 2011.
In questa edizione l'Armenia, la Serbia e la Svizzera hanno confermato il loro ritorno, mentre la Croazia ha annunciato il proprio ritiro.
A vincere il concorso è stato il violinista Leonhard Baumgartner in rappresentanza dell'Austria.

## Organizzazione

### Scelta della sede
L'11 luglio 2023 l'Unione europea di radiodiffusione (UER) ha annunciato che la Norvegia con l'emittente NRK, avrebbe avuto l'onore di organizzare la manifestazione; nello stesso annuncio è stato confermato che l'evento si sarebbe tenuto nella città di Bodø (capitale europea della cultura 2024), all'interno del Stormen Konserthuset, una sala concerti situata nell'omonimo quartiere della città vicino alla zona portuale. 

### Presentatori
Il 6 aprile 2024, durante il programma Virtuos, sono state annunciate le presentatrici di questa edizione: Silje Nordnes e Mona Berntsen.
- Silje Nordnes è una presentatrice televisiva e radiofonica norvegese. Dopo aver debuttato come conduttrice radiofonica su NRK P3, ha successivamente presentato vari programmi televisivi su NRK1, tra cui il Melodi Grand Prix 2021.
- Mona Berntsen è una ballerina marocco-norvegese. Ha raggiunto la notorietà nazionale dopo aver vinto la versione scandinava di So You Think You Can Dance, ed ha collaborato con artisti internazionali come Justin Timberlake, Alicia Keys, Chris Brown e Justin Bieber. Dal 2024 è la coreografa del Melodi Grand Prix, festival musicale norvegese utilizzato come processo di selezione del rappresentante nazionale all'Eurovision Song Contest.

### Giuria
L'11 luglio 2024 sono stati annunciati i membri della giuria d'esperti di questa edizione. La giuria è composta da:
- Tabita Berglund, direttrice d'orchestra, violoncellista e capo della giuria;
- Andreas Sundén, clarinettista;
- Marianna Širinyan, pianista:
- Martin Grubinger, multi-percussionista, rappresentante dello Stato dell'Eurovision Young Musicians 2000 e presentatore dell'edizione 2012.

## Stati partecipanti
Stati partecipanti
     Stati che hanno partecipato in passato ma non nel 2024

Stati partecipanti
Stati che hanno partecipato in passato ma non nel 2024

Il 5 aprile 2024 è stata ufficializzata la lista definitiva degli Stati partecipanti a questa edizione, che ne prevede 11.
L'ordine d'esibizione e le relative composizioni musicali sono stati annunciati il successivo 9 agosto.
| Nº | Stato           | Musicista                  | Strumento   | Composizione                                                                  |
| -- | --------------- | -------------------------- | ----------- | ----------------------------------------------------------------------------- |
| 1  | Norvegia        | Sebastian Egebakken Svenøy | Pianoforte  | 3° movimento dal Concerto per pianoforte n. 5 (Camille Saint-Saëns)           |
| 2  | Svizzera        | Valerian Alfaré            | Eufonio     | Estratto dal Concerto per eufonio (Paul Mealor)                               |
| 3  | Belgio          | Mahault Ska                | Pianoforte  | 1° movimento dal Concerto per pianoforte in Sol minore (Felix Mendelssohn)    |
| 4  | Austria         | Leonhard Baumgartner       | Violino     | Concerto per violino n. 5 in La minore (Henri Vieuxtemps)                     |
| 5  | Armenia         | Hayk Hekekyan              | Oboe        | 1° movimento dal Concerto per oboe in Re minore (Ludwig August Lebrun)        |
| 6  | Francia         | Pierre-Emmanuel Hurpeau    | Pianoforte  | 3° movimento dal Concerto per pianoforte in Sol (Maurice Ravel)               |
| 7  | Svezia          | Hugo Svedberg              | Violoncello | 1° movimento dal Concerto per violoncello in Re maggiore (Franz Joseph Haydn) |
| 8  | Polonia         | Jeremi Tabęcki             | Clarinetto  | Fantasia da concerto su motivi del Rigoletto (Luigi Bassi)                    |
| 9  | Serbia          | Bogdan Dugalić             | Pianoforte  | Rapsodia su un tema di Paganini, op. 43 (Sergej Vasil'evič Rachmaninov)       |
| 10 | Germania        | Fabian Egger               | Flauto      | Tango Fantasia per flauto e orchestra (Jacob Gade e Toke Lund Christiansen)   |
| 11 | Repubblica Ceca | Adam Znamirovský           | Pianoforte  | 3° movimento dal Concerto per pianoforte n. 2 (Camille Saint-Saëns)           |

## Trasmissione dell'evento

### Televisione e radio
| Data di trasmissione | Paese           | Emittente          | Stazione                  | Commentatori                          | Note          |
| -------------------- | --------------- | ------------------ | ------------------------- | ------------------------------------- | ------------- |
| 17 agosto 2024       | Armenia         | ARMTV              | Armenia 1                 | Anna Avanesyan Ruben Muradyan         | [ 6 ]         |
| 17 agosto 2024       | Belgio          | RTBF               | La Trois Musiq'3          | Caroline Veyt                         | [ 8 ] [ 9 ]   |
| 17 agosto 2024       | Germania        | WRD                | WDR Fernsehen WDR 3       | Daniel Finkernagel                    | [ 10 ] [ 11 ] |
| 17 agosto 2024       | Norvegia        | NRK                | NRK1                      | Nessuno                               | [ 12 ] [ 13 ] |
| 17 agosto 2024       | Norvegia        | NRK                | NRK Klassisk              | Anikken Sunde                         | [ 12 ] [ 13 ] |
| 17 agosto 2024       | Polonia         | TVP                | TVP Kultura TVP Kultura 2 | Sylwia Janiak-Kobylińska Robert Kamyk | [ 14 ]        |
| 17 agosto 2024       | Repubblica Ceca | ČT                 | ČT art                    | Jiří Vejvoda Petra Křížková           | [ 15 ] [ 16 ] |
| 17 agosto 2024       | Serbia          | RTS                | RTS2                      | Tijana Lukić                          | [ 17 ] [ 18 ] |
| 17 agosto 2024       | Svizzera        | SRF                | SRF 1                     | Beatrice Kern                         | [ 20 ] [ 21 ] |
| 17 agosto 2024       | Svizzera        | RTS                | RTS Deux                  | Benoît Perrier                        | [ 20 ] [ 21 ] |
| 18 agosto 2024       | Austria         | ORF                | ORF 2                     | Teresa Vogl                           | [ 23 ]        |
| 19 agosto 2024       | Norvegia        | NRK                | NRK3                      | Nessuno                               | [ 12 ]        |
| 24-25 agosto 2024    | Svezia          | SVT                | SVT2                      | Nessuno                               | [ 24 ]        |
| 24 settembre 2024    | Francia         | France Télévisions | France 4                  | Da definire                           | [ 25 ] [ 26 ] |

### Streaming
| Paese   | Piattaforma |
| ------- | ----------- |
| Francia | Culturebox  |
| Svezia  | SVT Play    |
| Mondo   | YouTube     |

## Stati non partecipanti
- Bielorussia: in seguito alla sospensione a tempo indeterminato dell'emittente bielorussa BTRC dall'UER, avvenuta il 1º luglio 2021, la nazione non dispone dei diritti di partecipazione e trasmissione del concorso canoro.[27]
- Croazia: il 1º dicembre 2023 HRT ha confermato che non avrebbe preso parte all'evento.[28]
- Galles: il 30 dicembre 2023 S4C ha confermato che non avrebbe debuttato al concorso.[29]
- Georgia: il 3 gennaio 2024 GPB ha confermato che non avrebbe preso parte all'evento.[30]
- Paesi Bassi: il 14 novembre 2023 NTR ha confermato che non avrebbe preso parte all'evento citando dei problemi economici.[31]
- Regno Unito: il 29 dicembre 2023 BBC ha confermato che non avrebbe preso parte all'evento.[32]
- Russia: in seguito all'espulsione a tempo indeterminato di tutte le emittenti televisive russe dall'UER, avvenuta il 26 maggio 2022, la nazione non dispone dei diritti di partecipazione e trasmissione del concorso canoro.[33]
- Slovenia: nonostante un iniziale conferma,[34]  il 5 aprile 2024 l'UER ha annunciato la non partecipazione del paese.
- Spagna: il 5 marzo 2024 RTVE ha confermato che non avrebbe preso parte all'evento.[35]